# Скадовский, Николай Львович

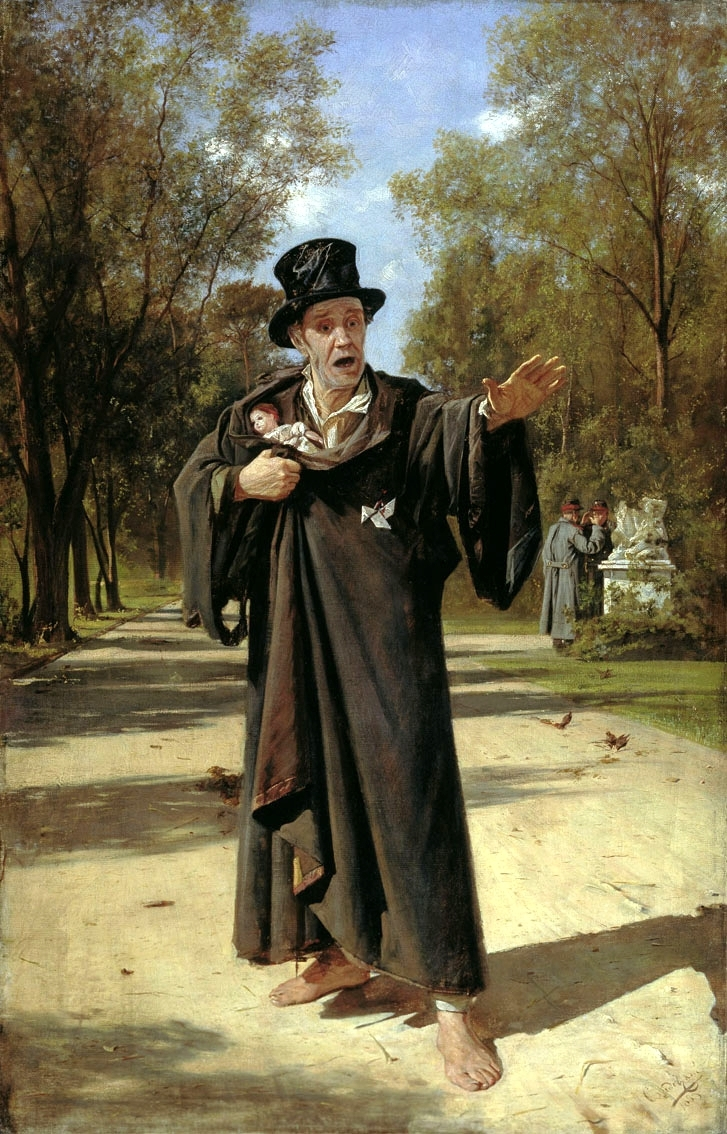
«Безумный», (1883), холст, масло — Иркутский областной художественный музей имени В. П. Сукачёва.

Никола́й Льво́вич Скадо́вский (16 [28] ноября 1845, местечко Белозёрка, Херсонский уезд, Херсонская губерния — 11 [23] июня 1892, местечко Белозёрка, Херсонский уезд, Херсонская губерния) — российский жанровый живописец, один из основателей Товарищества южнорусских художников.
Отец российского и советского гидробиолога Сергея Николаевича Скадовского (1886—1962).

## Биография
Родился в дворянской многодетной семье. Потомок старинного польского дворянского рода Скодовских. Дед художника — Скодовский Балтазар Балтазарович (1745—1825), подполковник войска польского при короле Станиславе Августе Понятовском. После раздела Польши присягнул на верность Павлу I, получив русское дворянство. В 1798 году приобрёл у князя А. А. Безбородко село Белозёрка (Скадовка), ставшее семейным имением Скадовских. Отец — Скодовский Лев Балтазарович (1814—1886), помещик и крупный землевладелец, мать — Аркудинская Мария Сергеевна). Брат — микробиолог и археолог, бессменный председатель Херсонской губернской учёной архивной комиссии, Георгий Львович Скадовский (1847—1919).
Детство провёл в Одессе и, по окончании Ришельевской гимназии в 1865 году, девятнадцатилетним юношей, поступил на медицинский факультет Московского университета. В то же время записался и вольнослушателем в Московское училище живописи, где тогда уже господствовала зародившаяся школа русского реального жанра.
Не будучи однако в состоянии совместить серьёзное занятие живописью с изучением медицины, в 1866 году перешёл на юридический факультет, чтобы иметь больше времени для занятия своим любимым делом. В 1869 году окончил университетский курс и свои посещения школы живописи, где получил медаль за этюд, и всецело отдался искусству. В 1870 году поступает в Дюссельдорфскую академию искусств, после окончания которой совершает путешествие по Италии, где посещает Рим, Падую, Флоренцию.
Будучи человеком состоятельным, всё своё время мог посвятить работе в лучших картинных галереях, где изучал образцы, а с 1876 года стал работать в своём собственном ателье, в родном селе Белозёрка. В 1879 году переезжает в Одессу, где в том же году на выставке Общества поощрения художников появилась его первая картина, а через два года на устроенной им и другим художником, Судковским, выставке появилось уже около десяти его картин.
В 1882 году его картина «Кабацкий оратор» была приобретена для Третьяковской галереи; в 1883 году Общество поощрения художников выдало ему премию за картину «Бесприютные», а в 1888 году на конкурсе Московского общества любителей художества он также получил премию за картину «Вскрытие мёртвого тела».
Всего им написано было свыше ста картин, большинство которых появлялось на выставках в южных городах России. Хотя картины Скадовского по манере письма несколько сухи и не блещут особой колоритностью, но в них много характерных типов, видно старательное изучение быта, и содержание их представляет несомненный интерес. Скадовский также является инициатором возникшего в 1889 году в Одессе «Общества южнорусских художников».

## Галерея работ

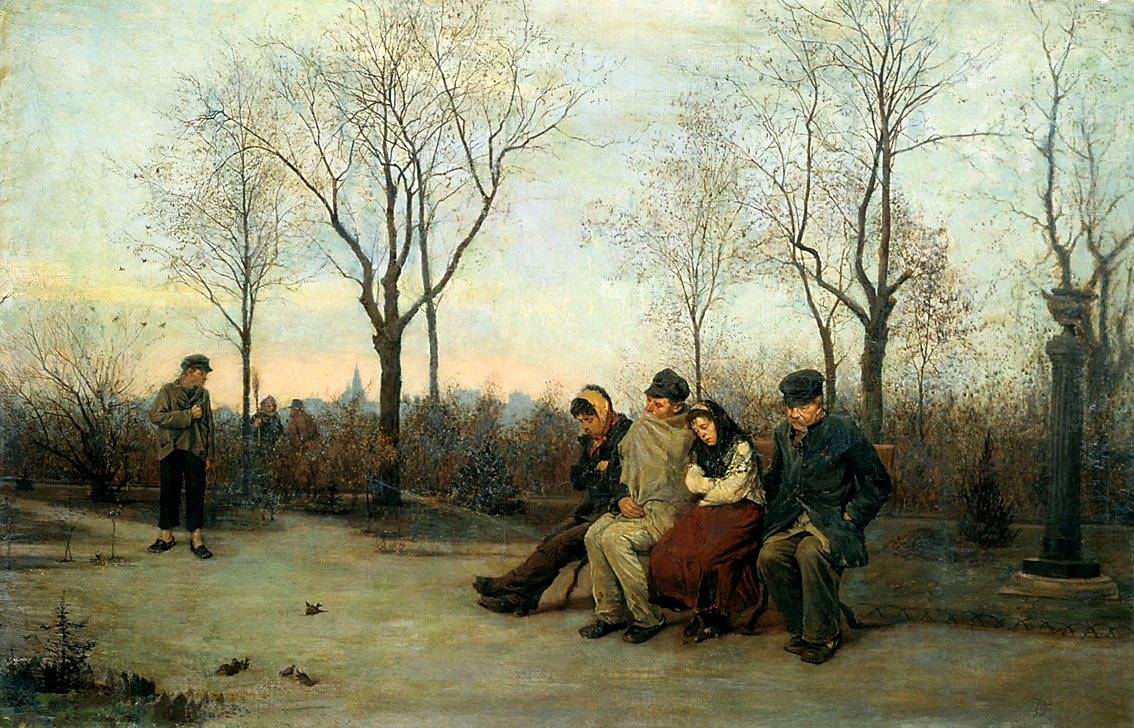
«Бесприютные», (1870-е годы), холст, масло Ростовский областной музей изобразительных искусств.
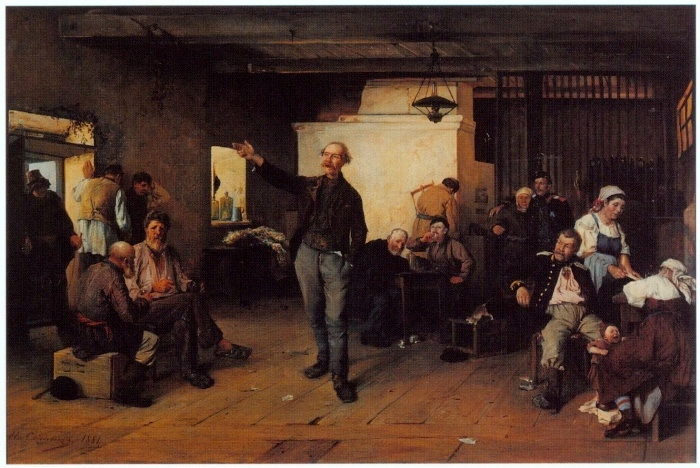
«Трактирный оратор», (1881), холст, масло Государственная Третьяковская галерея.
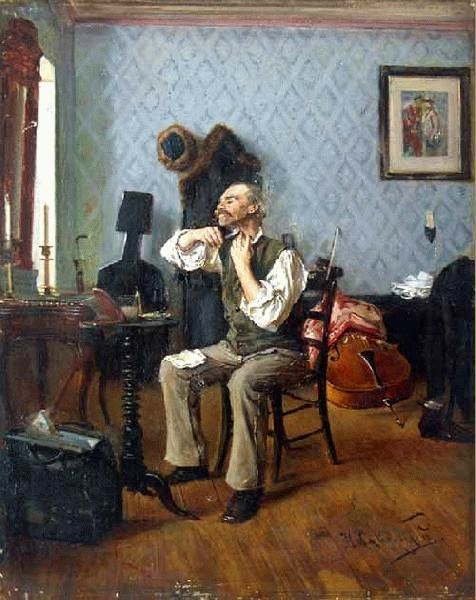
«Перед концертом», (1889), доска, масло Херсонский областной художественный музей имени А. А. Шовкуненко.
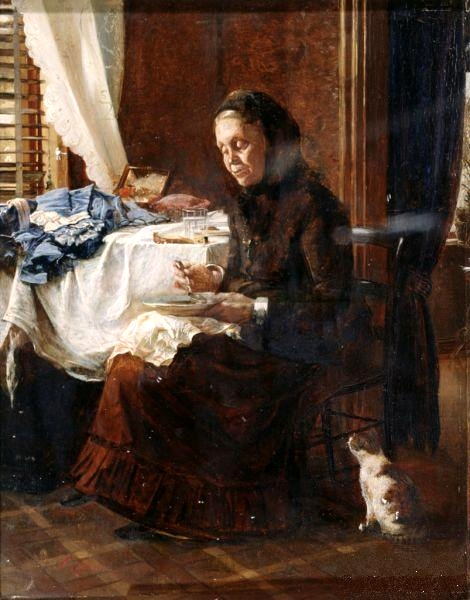
«Обед швеи», (1889), холст, масло Херсонский областной художественный музей имени А. А. Шовкуненко.